# Dokter Wagemaker
Die Dokter Wagemaker ist eine Doppelendfähre der niederländischen Reederei Texels Eigen Stoomboot Onderneming (TESO).

## Geschichte
Das Schiff wurde von der Damen Shipyards Group gebaut. Der Bau sollte 36,3 Mio. Euro kosten. Durch Anpassungen und Änderungen während der Bauphase wurde das Schiff am Ende teurer. Der Entwurf des Schiffes stammte vom Bureau voor Scheepsbouw in Bloemendaal.
Der Rumpf wurde auf der Damen Galati Shipyard in Rumänien gebaut. Die Kiellegung fand am 17. Dezember 2003, der Stapellauf am 26. November 2004 statt. Im Januar/Februar 2005 wurde der Schiffsrumpf zur Fertigstellung und Endausrüstung zur ebenfalls zu Damen Shipyards gehörenden Koninklijke Schelde Groep in Vlissingen geschleppt.
Das Schiff wurde am 1. Juli 2005 in ’t Horntje auf Texel getauft. Taufpatin war eine Enkelin des Texeler Arztes und Gründers von Texels Eigen Stoomboot Onderneming, Adriaan Wagemaker, dem Namensgeber des Schiffes. Das Schiff wurde am 5. September 2005 – und damit um rund drei Monate verspätet (die Ablieferung war ursprünglich für den 1. Juni 2005 geplant) – an TESO übergeben und seit Mitte September des Jahres im Fährverkehr zwischen Den Helder und ’t Horntje eingesetzt, wo es die Schulpengat ersetzte. Für den Einsatz des Schiffes mussten die Anleger in Den Helder und ’t Horntje angepasst und verbreitert werden. Im September 2016 wurde die Dokter Wagemaker durch den Neubau Texelstroom ersetzt, bleibt aber noch als Ersatzschiff und zur Unterstützung bei hohem Verkehrsaufkommen im Dienst.

## Technische Daten und Ausstattung
Der Antrieb des Schiffes erfolgt dieselelektrisch durch vier elektrisch angetriebene Propellergondeln mit jeweils 1800 kW Leistung. Für die Stromerzeugung stehen vier ABB-Generatoren zur Verfügung, die von vier Sechszylinder-Dieselmotoren des Herstellers Caterpillar (Typ: 3608 DI-TA) mit zusammen 11440 kW Leistung angetrieben werden. Zusätzlich steht ein Hafen- und Notgenerator mit 375 kVA Scheinleistung zur Verfügung.
Der Antrieb ist redundant aufgebaut. Die Generatoren und Antriebsmotoren sind in zwei getrennten Maschinenräumen untergebracht. Ursprüngliche Planungen mit alternativen Antriebskonzepten (Nutzung von Sonnen- oder Windkraft zur Energieerzeugung, LNG oder Biodiesel) wurden verworfen und erst bei der Nachfolgefähre umgesetzt.
Das Schiff wird mit einem Vacuumsystem an den Liegeplätzen in den Fährhäfen festgemacht. Dabei halten Saugnäpfe das Schiff in Position. Da die Motoren dadurch am Anleger abgeschaltet werden können, wird Kraftstoff eingespart. Zudem wird die Zeit für das Ausbringen und Einholen der Festmacherleinen beim An- und Ablegemanöver eingespart.
Das Schiff verfügt über zwei Fahrzeugdecks mit jeweils 704 Spurmetern. Die Fahrzeugdecks bestehen aus einem mittleren Bereich und einer seitlichen Fahrspur auf jeder Seite der Fähre. Auf dem unteren Fahrzeugdeck stehen im mittleren Bereich fünf Pkw- bzw. vier Lkw-Fahrspuren zur Verfügung. Auf den Fahrzeugdecks ist Platz für etwa 300 Pkw. Auf den Lkw-Fahrspuren finden 30 Lkw Platz. Die Pkw-Kapazität verringert sich dann auf 200 Fahrzeuge. Die maximale Achslast beträgt auf dem unteren Fahrzeugdeck 20 t und auf dem oberen Fahrzeugdeck 1,75 t. Die nutzbare Höhe auf dem oberen Fahrzeugdeck beträgt 3,1 m. Die Fähre kann 1750 Passagiere befördern. Die Zuladefähigkeit des Schiffes beträgt 1840 t. Die Fahrzeugdecks sind über höhenverstellbare Rampen an Land erreichbar.
Oberhalb des Fahrzeugdecks befindet sich ein Deck mit den Einrichtungen für die Passagiere und einem Atrium mit einem Glasdach. Das Passagierdeck ist mit einem umlaufenden Promenadendeck versehen. Oberhalb des Passagierdecks befindet sich an beiden Enden jeweils ein darüber angeordnetes Ruderhaus.